# 茶陵西站
茶陵西站位于湖南省株洲市茶陵县平水镇，是吉衡铁路、醴茶铁路的一座火车站，技术性质为中间站，办理吉衡、醴茶跨线列车本务的更换作业，不办理客、货运业务，车站等级为四等站；2013年12月28日随着吉衡铁路启用。
车站设有6条股道，包括2条到发线，有效长度880米；吉安端和衡阳端各设有一条机待线。车站站房位于线路左侧（南侧）:152。

## 历史
- 排前站建于1973年，位于茶陵县平水乡，距离醴陵站105公里，距离清潞站26公里，为四等站。
- 2003年时为客、货运站。[6]
- 2008年12月28日吉衡铁路开始建设，根据计划将在东南侧设新排前站[4]。
- 2013年12月28日名为茶陵西站随着吉衡铁路启用，而原站拆除。